# Ambrosi Hoffmann
Pour les articles homonymes, voir Hoffmann et Ambrosi.
Ambrosi Hoffmann, né le 22 mars 1977 à Davos, est un skieur alpin suisse spécialiste des épreuves de vitesse. Notamment champion du monde junior de descente en 1996 puis médaillé de bronze de super G aux Jeux olympiques d'hiver de 2006, il compte six podiums en Coupe du monde mais aucune victoire.

## Biographie
Ambrosi Hoffmann naît le 22 mars 1977 à Davos, dans le canton des Grisons. Après avoir obtenu le titre de champion suisse junior, il gagne sa première course internationale en février 1996 en remportant la descente des Championnats du monde juniors à Schwytz (Suisse). Il est également neuvième du super G et dixième du slalom. Il participe à sa première course de Coupe du monde le 6 mars 1996 lors de la descente de Kvitfjell (Norvège), mais il est disqualifié. En décembre 1996, il marque ses premiers points en Coupe du monde en terminant au 23e rang de la descente de Bormio (Italie). Il remporte sa première course de Coupe d'Europe en mars 1997 lors de la descente de Saint-Moritz (Suisse). Hoffmann remporte trois courses de Coupe d'Europe en trois jours en décembre 2000 à Saint-Moritz.
Ambrosi Hoffmann entre pour la première fois dans le top 10 en Coupe du monde en terminant quatrième de la descente de Val-d'Isère (France) en décembre 2001. En mars, il monte pour la première fois sur le podium avec une deuxième place lors de la descente d'Altenmarkt-Zauchensee (Autriche). Il termine huitième et meilleur Suisse de la descente des Jeux olympiques d'hiver de 2002 à Salt Lake City (États-Unis),. Il participe pour la première fois aux Championnats du monde en 2003 à Saint-Moritz. Sa quatrième place du super G, à quatre centièmes de seconde du podium, restera son meilleur résultat aux championnats du monde. Hoffmann termine troisième de la descente de Kitzbühel (Autriche) en janvier 2004 puis troisième de celle de Kvitfjell (Norvège) en mars 2005.
Après une nouvelle troisième place en Coupe du monde lors du super G de Val Gardena (Italie), Hoffmann remporte la médaille de bronze de super G aux Jeux olympiques d'hiver de 2006, organisés à Turin, derrière le Norvégien Kjetil André Aamodt et l'Autrichien Hermann Maier. Il est dix-septième de la descente olympique. Quelques semaines après les Jeux, lors d'un entraînement pour le slalom géant à Adelboden, il se déchire les ligaments croisés du genou droit. C'est la seule blessure grave de sa carrière. Ses meilleurs résultats de Coupe du monde en 2006-2007 et 2007-2008 sont des quatrièmes places. Il est troisième du super G de Kitzbühel en janvier 2009 puis de la descente de Val Gardena en décembre 2009. Il termine au 23e rang de la descente des Jeux olympiques d'hiver de 2010, organisés à Vancouver au Canada. Après une huitième place en tant que meilleur résultat en 2010-2011, il ne fait pas mieux que dix-septième en Coupe du monde en 2011-2012. Il prend sa retraite sportive, déçu par ces résultats, en mars 2012 à l'âge de 35 ans.

## Palmarès

### Jeux olympiques d'hiver
| Épreuve / Édition | Salt Lake City 2002 | Turin 2006 | Vancouver 2010 |
| Descente          | 8e                  | 17e        | 23e            |
| Super G           | -                   | Bronze     | -              |

### Championnats du monde
| Épreuve / Édition | Saint-Moritz 2003 | Bormio 2005 | Åre 2007 | Val d'Isère 2009 | Garmisch-Partenkirchen 2011 |
| Descente          | 7e                | 8e          | 5e       | 17e              | 10e                         |
| Super G           | 4e                | 12e         | -        | Ab.              | -                           |
| Slalom géant      | 20e               | -           | -        | -                | -                           |

### Coupe du monde
- Meilleur classement général : 16e en 2004.
- 6 podiums (4 en descente, 2 en super G) : une 2e place et cinq 3e places.

#### Classements en Coupe du monde
| Année | Année | Général | Général |
| ----- | ----- | ------- | ------- |
| Année | Année | Class.  | Points  |
| 1997  | 1997  | 126e    | 8       |
| 1998  | 1998  | 119e    | 11      |
| 1999  | 1999  | 73e     | 57      |
| 2001  | 2001  | 138e    | 3       |
| 2002  | 2002  | 24e     | 345     |
| 2003  | 2003  | 17e     | 511     |
| 2004  | 2004  | 16e     | 498     |
| 2005  | 2005  | 28e     | 295     |
| 2006  | 2006  | 26e     | 318     |
| 2007  | 2007  | 39e     | 235     |
| 2008  | 2008  | 29e     | 314     |
| 2009  | 2009  | 27e     | 329     |
| 2010  | 2010  | 57e     | 140     |
| 2011  | 2011  | 77e     | 99      |
| 2012  | 2012  | 90e     | 54      |

### Championnats du monde junior
| Épreuve / Édition | Schwytz 1996 |
| Descente          | Or           |
| Super G           | 9e           |
| Slalom            | 10e          |

### Coupe d'Europe
- Vainqueur du classement général en 2001.
- Premier du classement de la descente en 2001.
- 14 podiums, dont 5 victoires.